# Río Séqua
El río Séqua es un río del suroeste de la península ibérica que transcurre íntegramente por el Algarve (Portugal). Cambia de nombre a río Gilão cuando llega al llamado puente romano (de hecho, es de construcción medieval) de la ciudad de Tavira. 

## Etimilogía
El hidrónimo "Séqua" tiene su origen en la deidad galorromana Sequana, que también dio origen al río Sena, en Francia. En el Algarve existen otros ríos que comparten el origen del nombre, como el río Seco y la ribeira da Asseca.

## Curso
El río Séqua nace en la sierra de Caldeirão, resultado de la confluencia de los arroyos Alportel, Asseca y Zimbral. El Gilão desemboca en la ría Formosa, en el Sítio das Quatro Águas tras 56 km de recorrido y finalmente se encuentra con el océano Atlántico entre las islas barrera de Tavira y Cabanas. El canal es claro, pero un poco serpenteante. Hay una gran oscilación de la marea de unos 3 metros. Hay extensos lechos de almejas y salinas de maricultura cerca del mar.

## Nuevo puente sobre el Gilão
El 3 de diciembre de 1989, una tormenta e inundaciones destruyeron parcialmente el puente llamado romano. Se construyó un puente temporal, obra realizada en un tiempo récord, diseñada para atender la imperiosa necesidad de la población de trasladarse de una ribera a la otra del río Gilão. El puente se cerró al tráfico en 2016 debido a sus problemas de degradación estructural. En 2019 se inició la construcción de un puente permanente. El nuevo puente tendrá diez metros de ancho, en el corazón del centro histórico, a menos de 150 metros del llamado puente romano. Fue objeto de protestas populares y un grupo de 24 arquitectos, entre los que se encontraban Álvaro Siza Vieira y Eduardo Souto de Moura, pidieron a la Câmara de Tavira que replanteara el proyecto del nuevo puente.